# Trung Thành, Thái Nguyên
Trung Thành là một phường ở phía nam của tỉnh Thái Nguyên, Việt Nam.

## Địa lý
Phường Trung Thành có vị trí địa lý:
- Phía đông giáp tỉnh Bắc Ninh
- Phía tây giáp thành phố Hà Nội
- Phía nam giáp thành phố Hà Nội
- Phía bắc giáp phường Vạn Xuân và xã Thành Công.

Phường Trung Thành có diện tích 25,84 km², dân số năm 2025 là 37.075 người. Khu vực được định hướng phát triển công nghiệp, đô thị dịch vụ; trên địa bàn có khu công nghiệp Nam Phổ Yên, cụm công nghiệp Cảng Đa Phúc số 3, cụm cảng đường sông Đa Phúc. Hạ tầng giao thông trên địa bàn có tuyến quốc lộ 3, cao tốc Hà Nội - Thái Nguyên.
Sông Công chảy qua địa bàn phường, nhập vào sông Cầu ở thôn Phù Lôi cũ. Đoạn hạ lưu sông Công thuộc phường Vạn Xuân đến phường Trung Thành có 15 km đê ở hai bên sông. Khu vực phường nằm kẹp giữa vùng đê sông Công và sông Cầu nên thường bị úng lụt khi mưa lớn, hoặc khi nước sông Cầu dâng cao.

## Lịch sử
Năm 1974, xã Tân Tiến được đổi tên thành xã Đông Cao.
Năm 2022, thị xã Phổ Yên trở thành thành phố Phổ Yên, đồng thời thành lập phường Trung Thành trên cơ sở toàn bộ 9,09 km² diện tích tự nhiên và 13.151 người của xã Trung Thành, thành lập phường Đông Cao trên cơ sở toàn bộ 6,47 km² diện tích tự nhiên và 9.120 người của xã Đông Cao, thành lập phường Tân Phú trên cơ sở toàn bộ 4,78 km² diện tích tự nhiên và 7.025 người của xã Tân Phú, thành lập phường Thuận Thành trên cơ sở toàn bộ 5,48 km² diện tích tự nhiên và 9.684 người của xã Thuận Thành.
Tháng 6 năm 2025, phường Trung Thành được thành lập trên cơ sở nhập toàn bộ diện tích tự nhiên, quy mô dân số của phường Trung Thành (diện tích tự nhiên là 9,10 km²; dân số là 13.554 người); phường Đông Cao (diện tích tự nhiên là 6,47 km²; dân số là 9.887 người); phường Tân Phú (diện tích tự nhiên là 4,79 km²; dân số là 6.712 người) và phường Thuận Thành (diện tích tự nhiên là 5,48 km²; dân số là 6.922 người) của thành phố Phổ Yên. Trụ sở làm việc của phường nằm tại trụ sở của phường Trung Thành cũ.

## Hành chính
Đến năm 2003, xã Thuận Thành gồm 14 xóm: Xây Đông, Xây Tây, Thượng, Lai 1, Lai 2, Bíp, Đoàn Kết, Phú Thịnh, Công Thương, Đông Triều, Đầm, Dâu, Chùa 1, Chùa 2.
Đến năm 2003, xã Trung Thành gồm 14 xóm: Cầu Sơn, Am Lâm, Thanh Hoa, Thanh Xuyên 4, Thanh Xuyên 5, Kim Tỉnh, Phú Thịnh, Cẩm Trà, Thu Lỗ, Xuân Vĩnh, Hưng Thịnh, Tân Thịnh, Hợp Thịnh, Thanh Tân.
Đến năm 2003, xã Đông Cao gồm 24 xóm: Thành, Thượng, Việt Hồng, An Phong, Dỏ, Cò, Đồi, Sắn, Tân Ấp, Đình, Nghè, Trang, Tân Thành, Tân Trung, Dộc, Me, Đông, Trại Cẩm La, Soi, Việt Lâm, Đông Hạ, Trà Thị, Việt Cường, Rùa. năm 2019, sáp nhập hai xóm Thượng và Trại thôn Cẩm La thành xóm Thượng Trại, sáp nhập hai xóm Soi và xóm Trại thôn Đông Hạ thành xóm Soi Trại, sáp nhập hai xóm Việt Lâm và Việt Hồng thành xóm Việt Hùng, sáp nhập xóm Tân Trung vào xóm Tân Thành.
Đến năm 2003, xã Tân Phú gồm 11 xóm: Tân Thịnh, Tiến Bộ, Thanh Vân, Hồng Vân, Bến Cả, Đồng Lâm, Phú Cốc, Lợi Bến, Trại, Tảo Địch, Hương Đình.

## Di tích
Trên địa bàn phường có đền Giá, thuộc địa phận xóm Thượng Trại cũ, là một trong số những ngôi đền liên quan đến truyền thuyết Thánh Gióng. Lễ hội đền Giá được tổ chức mỗi năm hai lần: lễ hội chính được tổ chức vào ngày mùng 5 và mùng 6 tháng Giêng âm lịch. Khu đền có hai toà nhà: Nhà tiền tế ở phía trước rộng 5 gian và hậu cung rộng 3 gian đều có các phần kiến trúc bằng gỗ chạm trổ tinh vi, phong phú với các kiến trúc cuối Lê đầu Nguyễn. Phần tường xây ở hậu cung, đốc nhà…có đắp nổi các hình hoa lá và long, li, quy, phượng.